# لنگ چین
لنگ چین (LangChain) چارچوبی است که برای ساده‌سازی ایجاد برنامه‌ها با استفاده از مدل‌های زبان بزرگ (LLM) طراحی شده‌است. به عنوان یک چارچوب ادغام مدل زبان، موارد استفاده لنگ چین تا حد زیادی با موارد استفاده از مدل‌های زبانی، همپوشانی دارند از کاربردهای مشترک می‌توان به تجزیه و تحلیل اسناد و خلاصه‌سازی، ربات‌های گفتگو و تجزیه و تحلیل کد اشاره کرد.

## زمینه
LangChainلنگ چین در اکتبر ۲۰۲۲ به عنوان یک پروژه منبع باز توسط هریسون چیس، در حالی که در استارتاپ یادگیری ماشینی هوشمندی توانمند کار می‌کرد، راه اندازی شد. این پروژه با بهبود صدها مشارکت کننده در گیت هاب، بحث‌های پرطرفدار در توییتر، فعالیت پر جنب و جوش در سرور دیسکورد، بسیاری از آموزش‌های یوتیوب جلسات در سانفرانسیسکو و لندن، به سرعت محبوبیت پیدا کرد. لنگ چین در آوریل ۲۰۲۳، یک هفته پس از اعلام سرمایه‌گذاری ۱۰ میلیون دلاری اولیه، بیش از ۲۰ میلیون دلار سرمایه با ارزش حداقل ۲۰۰ میلیون دلار از شرکت سرمایه‌گذاری Sequoia Capital جمع‌آوری کرد.

## ادغام‌ها
لنگ چین از مارس ۲۰۲۳، با سیستم‌های بسیاری ادغام شد. از آن جمله می‌توان به موارد زیر اشاره کرد: آمازون، گوگل، و ذخیره‌سازی ابری مایکروسافت آزوره ادغام شد. بسته‌های API برای اخبار، اطلاعات فیلم و آب و هوا؛ Bash برای خلاصه سازی، بررسی نحوی و معنایی، و اجرای اسکریپت‌های پوسته. چندین زیرسیستم و قالب خراش وب. پشتیبانی از نسل سریع یادگیری چند شات. پیدا کردن و خلاصه کردن وظایف "todo" در کد. خلاصه، استخراج و ایجاد اسناد، صفحات گسترده و ارائه‌های درایو گوگل؛ جستجوی گوگل و جستجوی وب مایکروسافت بینگ؛ مدل‌های زبان OpenAI, Anthropic و Hugging Face. راهنمای تعمیر iFixit و جستجو و خلاصه سازی ویکی‌ها. MapReduce برای پاسخگویی به سؤال، ترکیب اسناد و تولید سؤال. امتیازدهی همپوشانی N گرم؛ PyPDF, pdfminer, fitz، و pymupdf برای استخراج و دستکاری متن فایل PDF. تولید، تجزیه و تحلیل و اشکال زدایی کد پایتون و جاوا اسکریپت. پیوند دادن پایگاه داده برداری به جاسازی کش و اشیاء داده. ذخیره‌سازی پایگاه داده کش Redis ; Python RequestsWrapper و روش‌های دیگر برای درخواست‌های API. پایگاه داده‌های SQL و NoSQL از جمله پشتیبانی JSON. Streamlit، از جمله برای ورود به سیستم؛ نگاشت متن برای k-نزدیکترین همسایه جستجو. تبدیل منطقه زمانی و عملیات تقویم؛ ردیابی و ثبت نمادهای پشته در اجراهای فرعی رشته‌ای و ناهمزمان. و وب سایت ولفرم آلفا و SDK. لنگ چین از آوریل ۲۰۲۳، می‌تواند از بیش از ۵۰ نوع سند و منبع داده بخواند.